# Nurukyor Claude Somda
Nurukyor Claude Somda (* 31. Dezember 1949 in Koukouligou, Obervolta, heute Burkina Faso; † 5. Mai 2009) war ein Politiker, Historiker und Fußballfunktionär aus dem westafrikanischen Staat Burkina Faso.
Somda wurde in Koukouligou, einem heute zur Gemeinde Dissin gehörenden Dorf in der Provinz Ioba (Region Sud-Ouest) geboren und studierte in Ouagadougou und Paris Geschichtswissenschaften, später lehrte er an der Universität Ouagadougou. In seinen Funktionen als Politiker war Somda Abgeordneter im nationalen Parlament (1992–1994), von 1994 bis 1996 Minister für Kommunikation und Kultur (ministre de la Communication et de la Culture) sowie Regierungssprecher. Zunächst war er Mitglied der Partei Organisation pour la démocratie populaire/Mouvement du travail (ODP/MT), danach des Congrès pour la démocratie et le progrès (CDP).
Zur Zeit der Revolution Thomas Sankaras fungierte er von 1983 bis 1985 als Präsident des nationalen Fußballverbandes FBF.
Seine Tochter Julie Prudence Nigna/Somda wurde 2013 Ministerin für Menschenrechte und Förderung der Zivilgesellschaft (ministre des Droits humains et de la Promotion civique) in der Regierung von Luc-Adolphe Tiao.

## Veröffentlichungen
- Mit Richard Kuba, Carola Lentz: Histoire du peuplement et relations interethniques au Burkina Faso. Karthala, Paris 2003, ISBN 2-84586-459-0.
- La pénétration coloniale en pays Dagara, 1897-1914, Audir-Hachette, Paris 1975.
- Espaces et mobilité lignagère dans le sud-ouest du Burkina: l'exemple du Dagara